# Charles Ian Jerrard
Charles Ian Jerrard, britanski general, * 1900, † 1977.
Med drugo svetovno vojno je bil sprva generalštabni častnik 6. korpusa v Burmi (1942-43), nato pa poveljnik 8. bataljona 12. mejnega polka (1943-44) in nazadnje poveljnik 98. indijske pehotne brigade (1944-47). Po ustanovitvi Pakistana leta 1947 je prešel v njihovo vojsko, kjer je do leta 1953 bil direktor vojaškega usposabljanja in šolstva.

## Družina
Njegov bratranec je bil Alan Jerrard (1897-1968), letalski as prve svetovne vojne.